# Ebru Ünlü
Ebru Ünlü (Estambul, 19 de julio de 1990) es una actriz y modelo turca, conocida por interpretar el papel de Seher en la serie Bir Zamanlar Çukurova.

## Biografía
Ebru Ünlü nació el 19 de julio de 1990 en Estambul (Turquía), creció en el distrito Kuzguncuk de Estambul. De niña soñaba con ser astronauta, mientras que en su juventud se interesó primero por el periodismo y luego por el teatro.

## Carrera
Ebru Ünlü después de completar su educación universitaria, estudió actuación en el departamento de teatro del Müjdat Gezen Art Center. En 2013 hizo su primera aparición como actriz en la serie Galip Dervis. En el 2015 protagonizó la serie Sehrin Melekleri. Al año siguiente, en 2016, protagonizó la película Adam misin! dirigida por Emir Khalilzadeh. En 2015 y 2016 interpretó el papel de Eycan Hatun en la serie Muhteşem Yüzyıl Kösem.
En 2017 y 2018 se unió al elenco de la serie Söz, interpretando el papel de Sükran. En 2018 y 2019 fue elegida para interpretar el papel de Seher en la serie de ATV Bir Zamanlar Çukurova y donde actuó junto a actores como Hilal Altınbilek, Uğur Güneş, Vahide Perçin, Murat Ünalmış y Bülent Polat. En 2020 y 2021 interpretó el papel de Canan en la serie Zümrüdüanka. En 2022 ocupó el papel de Meltem en la serie Gelsin Hayat Bildigi Gibi.

## Filmografía

### Cine
| Año  | Título        | Director         |
| ---- | ------------- | ---------------- |
| 2022 | Adán perdido! | Emir Khalilzadeh |

### Televisión
| Año       | Título                    | Personaje   | Notas        |
| --------- | ------------------------- | ----------- | ------------ |
| 2013      | Galip Dervis              |             | 1 episodio   |
| 2015      | Sehrin Melekleri          |             | 1 episodio   |
| 2015-2016 | Muhteşem Yüzyıl Kösem     | Eycan Hatun | 26 episodios |
| 2017-2018 | Söz                       | Sükran      | 15 episodios |
| 2018-2019 | Bir Zamanlar Çukurova     | Seher       | 27 episodios |
| 2020-2021 | Zümrüdüanka               | Canan       | 18 episodios |
| 2021      | Hekimoglu                 | Amber       | 2 episodios  |
| 2022      | Gelsin Hayat Bildigi Gibi | Meltem      | 9 episodios  |

## Teatro
| Año  | Título    |
| ---- | --------- |
| 2012 | Sonlangıç |